# Trappistinnenabtei Étoile Notre-Dame
Die Trappistinnenabtei Étoile Notre-Dame ist seit 1960 ein beninisches Kloster in Parakou, Department Borgou, Erzbistum Parakou.

## Geschichte
Das französische Kloster Gardes gründete 1960 in der damaligen Republik Dahomey (heute: Benin) das Kloster L'Étoile Notre-Dame („Maria Stern“). 1962 legte Erzbischof Bernardin Gantin den Grundstein für die Kirche. Im gleichen Jahr wurde das Kloster von den Präsidenten von Dahomey (Coutoucou Hubert Maga) und Senegal (Léopold Sédar Senghor) besucht. 1966 wurde es zur Abtei erhoben.
Oberinnen und Äbtissinnen:
- Monique Masson (1961–1999)
- Bibiane Igbaro (1999–)

Gründungen:
- Trappistinnenkloster Mvanda (1991)